# Bel canto
|  | For andre betydninger se Bel Canto (flertydig) |
Bel canto, belcanto, bel-canto (it. "skøn sang", "skønsang") er en betegnelse for den klangskønne sang, modsat den deklamatoriske. Det er et italiensk begreb, som refererer til en sangstil og teorien bag en sangteknik, som opstod i Italien mod slutningen af 1500-tallet og nåede et højdepunkt i begyndelsen af 1800-tallet.
Udtrykket bel canto bruges ofte på flere måder:
- bel canto som en sangstil, hvor Rossini, Bellini og Donizetti er kendte repræsentanter for denne stilart.
- belcanto-teknik, hvor man egentlig blot refererer til en smuk stemme, uden at vedkommende synger i belcanto-stil eller værker fra belcanto-epoken.
- belcanto-epoke: den periode, hvor stilarten var fremherskende

Se også
- Italienske og franske musikudtryk